# Friedrich Anton Serre

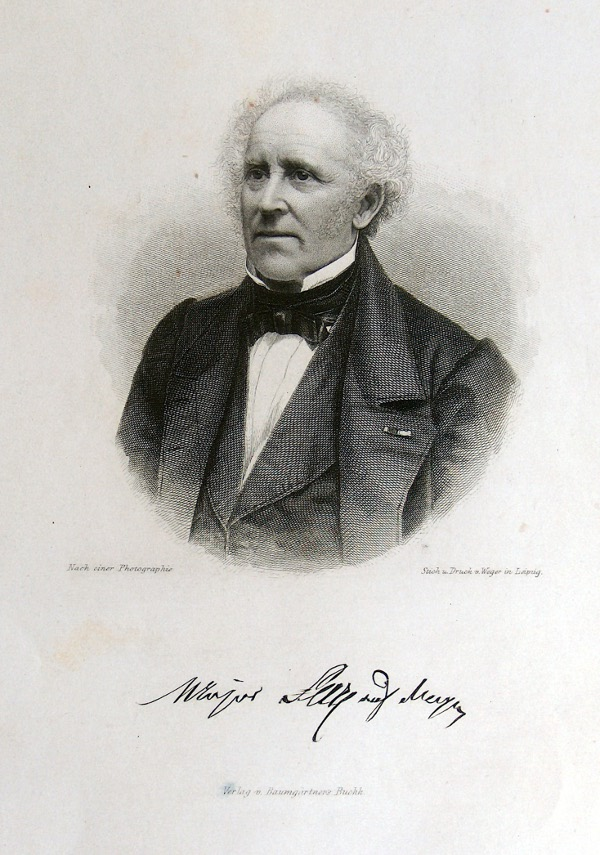
Johann Friedrich Anton von Serre auf Maxen (1865)

Friedrich Anton Serre (* 28. Juli 1789 in Bromberg; † 3. März 1863 in Dresden) war ein deutscher Major und Mäzen.

## Leben
Serre war ein Sohn des preußischen Geheimen Rates Johann Serre (1756–1827) und dessen Ehefrau Caroline Wilhelmine Richardi (1767–1836). Er ging auf das Gymnasium in Danzig und studierte dann Rechtswissenschaft an der Brandenburgischen Universität Frankfurt. Nach dem Studium war Serre drei Jahre Referendar in Glogau, bis er sich bei Beginn der Befreiungskriege als Jäger im 2. Garde-Regiment zu Fuß meldete und an der Schlacht bei Großgörschen teilnahm. Nach dem Ende der Kämpfe wurde Serre Adjutant beim Militärgouverneur von Sachsen, General Friedrich Wilhelm Leopold von Gaudi.

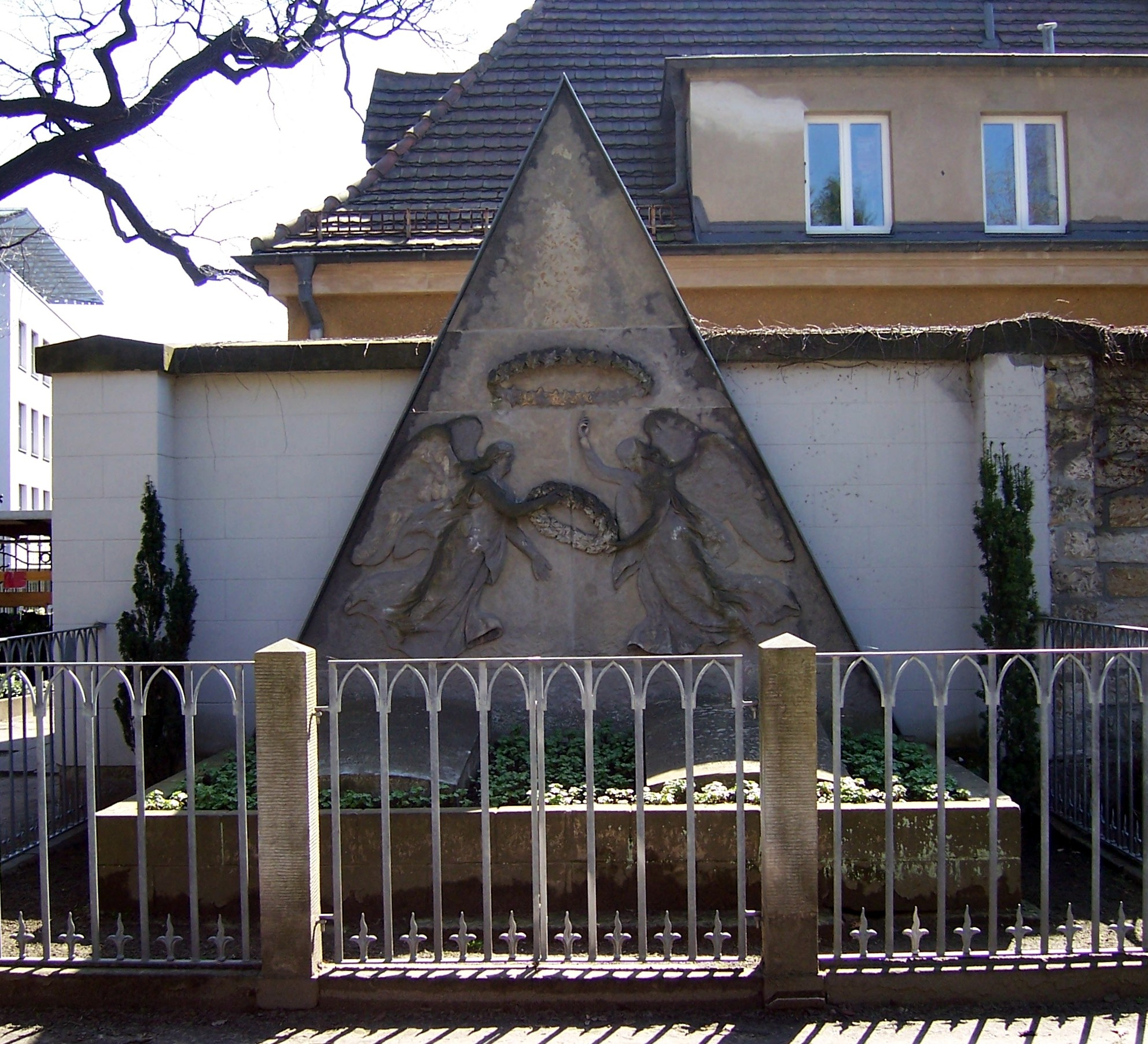
Grab von Friederike und Friedrich Anton Serre auf dem Trinitatisfriedhof in Dresden

So kam Serre nach Dresden und lernte hier die Tochter Friederike des Kaufmanns Hammerdörfer kennen, die er 1817 heiratete. Er nahm seinen Abschied und kaufte zwei Jahre später das Gut Maxen bei Pirna. Dieses und sein Dresdener Haus wurden zum Sammelpunkt von Künstlern und Wissenschaftlern wie Ludwig Tieck, Theodor Hell, Karl Gutzkow, Adolf Henselt, Hans Christian Andersen, Ottilie von Goethe, Clara Schumann, Robert Schumann, Johan Christian Clausen Dahl, Ernst Rietschel, Julius Hübner, Eduard Bendemann, Emil und Eduard Devrient. Auf einer Italienreise lernte das Ehepaar Serre den Bildhauer Thorvaldsen kennen, der 1842 dann Gast auf Gut Maxen war.
Serre gründete in und um Maxen eine Waisenkolonie. Durch den Tod seiner Eltern früh verwaist kümmerte er sich unter anderem um die künstlerische Entwicklung des späteren Chordirektors der Dresdner Hofoper  Carl August Riccius (1830–1893). Um arme Künstler zu unterstützen, gründete er 1841 die Tiedge-Stiftung und war 1855 maßgeblich an der Schillerstiftung beteiligt.
Serre starb nach längerem Leiden an einem Herzschlag.